# Camera a sud
Camera a sud è il terzo album in studio del cantautore italiano Vinicio Capossela, pubblicato nel 1994. Il disco è anche il primo a venire pubblicato dall'artista all'estero, in Francia.

## Il disco
In questo disco Capossela mostra maggiore attenzione a riferimenti musicali provenienti dall'America Latina, come in brani quali Che coss'è l'amor e Camera a sud. Altri brani mantengono quella impostazione tipica del cantautore caratterizzata dalla mescolanza della canzone d'autore con il jazz e la musica latina: Non è l'amor che va via, Il mio amico ingrato e Tornando a casa.
Il brano Che coss'è l'amor ha guadagnato grande popolarità venendo utilizzato nel 1997 da Aldo, Giovanni e Giacomo come parte della colonna sonora del loro primo film Tre uomini e una gamba, durante la scena della partita di calcio Italia - Marocco sulla spiaggia.

## Tracce
Testi e musiche di Vinicio Capossela.
1. Non è l'amore che va via – 4:06
2. Zampanò – 3:00
3. Amburgo – 4:38
4. Che coss'è l'amor – 4:15
5. Il mio amico ingrato – 3:05
6. Fatalità – 2:42
7. Camminante – 4:36
8. Furore – 4:35
9. Ma l'America... – 3:16
10. Il fantasma delle tre – 5:26
11. Tornando a casa – 3:59
12. Guiro – 3:56
13. Camera a Sud – 4:52

## Formazione

### Non è l'amore che va via
- Vinicio Capossela - pianoforte e voce
- Lucio Caliendo - batteria
- Enrico Lazzarini - contrabbasso
- Naco - percussioni
- Giorgio Cavalli - chitarra
- Antonello Salis - fisarmonica

### Zampanò
- Vinicio Capossela - pianoforte e voce
- Lucio Caliendo - batteria
- Enrico Lazzarini - contrabbasso
- Naco - percussioni
- Jimmy Villotti - chitarra
- Antonello Salis - fisarmonica
- Piero Odorici - sax alto

### Amburgo
- Vinicio Capossela - pianoforte e voce
- Ellade Bandini - batteria
- Enrico Lazzarini - contrabbasso
- Paolo Fresu - tromba
- Orchestra - archi

### Che coss'è l'amor
- Vinicio Capossela - pianoforte e voce
- Naco - percussioni
- Lucio Caliendo - batteria
- Enrico Lazzarini - contrabbasso
- Giorgio Cavalli - chitarra
- Giuseppe Fornaroli - chitarra
- Marco Tamburini - tromba
- Roberto Rossi - trombone
- Piero Odorici - sax
- Orchestra - archi

### Il mio amico ingrato
- Vinicio Capossela - pianoforte e voce
- Ellade Bandini - batteria
- Enrico Lazzarini - contrabbasso, cori
- Marco Tamburini - tromba, flicorno
- Roberto Rossi - trombone
- Teo Ciavarella - organo Hammond
- Lucio Caliendo - cori
- Roberto Costa - cori
- Antonio Marangolo - cori

### Fatalità
- Vinicio Capossela - pianoforte e voce
- Enrico Lazzarini - contrabbasso
- Orchestra - archi

### Camminante
- Vinicio Capossela - pianoforte, voce e chitarra
- Lucio Caliendo - batteria
- Enrico Lazzarini - contrabbasso
- Naco - percussioni
- Giorgio Cavalli - chitarra
- Giuseppe Fornaroli - chitarra
- Piero Odorici - flauto e sax soprano
- Alessandro Simonetto - viola
- Antonio Marangolo - baflaphon

### Furore
- Vinicio Capossela - pianoforte e voce
- Lucio Caliendo - batteria
- Antonio Marangolo - percussioni
- Naco - percussioni
- Enrico Lazzarini - contrabbasso
- Giorgio Cavalli - chitarra
- Piero Odorici - sax
- Teo Ciavarella - organo Hammond

### Ma l'America...
- Vinicio Capossela - pianoforte e voce
- Lucio Caliendo - batteria
- Enrico Lazzarini - contrabbasso
- Antonello Salis - fisarmonica
- Alessandro Simonetto - violino, bouzouki, mandola

### Il fantasma delle tre
- Vinicio Capossela - pianoforte e voce
- Naco - percussioni
- Enrico Lazzarini - contrabbasso
- Marco Tamburini - tromba
- Roberto Rossi - trombone
- Piero Odorici - sax tenore
- Rudy Trevisi - sax alto
- Giorgio Cavalli - chitarra
- Teo Ciavarella - organo Hammond

### Tornando a casa
- Vinicio Capossela - pianoforte e voce
- Lucio Caliendo - batteria e oboe
- Enrico Lazzarini - contrabbasso
- Orchestra - archi

### Guiro
- Vinicio Capossela - pianoforte e voce
- Enrico Lazzarini - contrabbasso
- Naco - percussioni
- Giuseppe Fornaroli - chitarra
- Giorgio Cavalli - chitarra
- Piero Odorici - sax tenore
- Marco Tamburini - tromba
- Rudy Trevisi - sax tenore
- Roberto Rossi - trombone
- Teo Ciavarella - organo Hammond
- Coro Gualano - Enrique Camac, José Illa, Wilman Llerena

### Camera a sud
- Vinicio Capossela - pianoforte, voce e chitarra
- Lucio Caliendo - batteria
- Naco - percussioni
- Enrico Lazzarini - contrabbasso
- Piero Odorici - sax soprano
- Giuseppe Fornaroli - chitarra
- Edoardo De Angelis - violino
- Fulvio Puccinelli - violino
- Cesare Carretta - violino
- Mauro Belluzzi - violino
- Massimo Barbierato - violino
- Marco Pesce - violino
- Maurizio Azzarello - violino
- Ornella Cullaciati - violino
- Mauro Abenante - viola
- Roberto Caviglione - viola
- Giancarlo Morelli - viola
- Sabina Gattoni - viola
- Luciano Girardengo - violoncello
- Maurizio Magnini - violoncello